# ستيف + سكاي
ستيف + سكاي هو فيلم من نوع دراما أُصدر في 2004. الفيلم من إخراج وسيناريو فليكس فان جروينيجين.

## القصة
تقع أحداث الفيلم في بلجيكا.

## طاقم التمثيل
- ديلفين بافورت
- Bart Dauwe  [لغات أخرى]‏
- Wine Dierickx [الإنجليزية]‏
- Sam Bogaerts  [لغات أخرى]‏
- يوهان هيلدينبيرج
- تيتوس دي فوخت
- Vanessa Van Durme  [لغات أخرى]‏
- ديدييه دي الرقبه  [لغات أخرى]‏
- Pol Heyvaert [الإنجليزية]‏

## الإنتاج
موسيقى الفيلم التصويرية كانت من تأليف Soulwax ‏.

## وصلات خارجية
- ستيف + سكاي على موقع IMDb (الإنجليزية)
- ستيف + سكاي على موقع ميتاكريتيك (الإنجليزية)
- ستيف + سكاي على موقع نتفليكس (الإنجليزية)
- ستيف + سكاي على موقع ألو سيني (الفرنسية)
- ستيف + سكاي على موقع Turner Classic Movies (الإنجليزية)
- ستيف + سكاي على موقع أول موفي (الإنجليزية)
- ستيف + سكاي على موقع بوكس أوفيس موجو (الإنجليزية)
- ستيف + سكاي على موقع فيلمافينيتي (الإسبانية)
- ستيف + سكاي على موقع قاعدة بيانات الفيلم (الإنجليزية)
- ستيف + سكاي على موقع ليتربوكسد (الإنجليزية)